# Torricella del Pizzo
Torricella del Pizzo är en ort och kommun i provinsen Cremona i regionen Lombardiet i Italien. Kommunen hade 584 invånare (2018).